# Geijersholm
Geijersholm es una localidad situada en el municipio de Hagfors, condado de Värmland, Suecia, con 222 habitantes en 2010.